# Langenberg (berg)
De Langenberg is de hoogste berg van het Sauerland en van Noordrijn-Westfalen, gelegen in het Rothaargebergte, grofweg tussen Niedersfeld en Willingen. De Langenberg ligt aan de grens van Noordrijn-Westfalen en Hessen; de top bevindt zich 15 meter van de grens.
Boven op de top staan een groot kruis en enkele steenmannen. Bij het kruis staat tevens een grote steen met een plaquette erop.

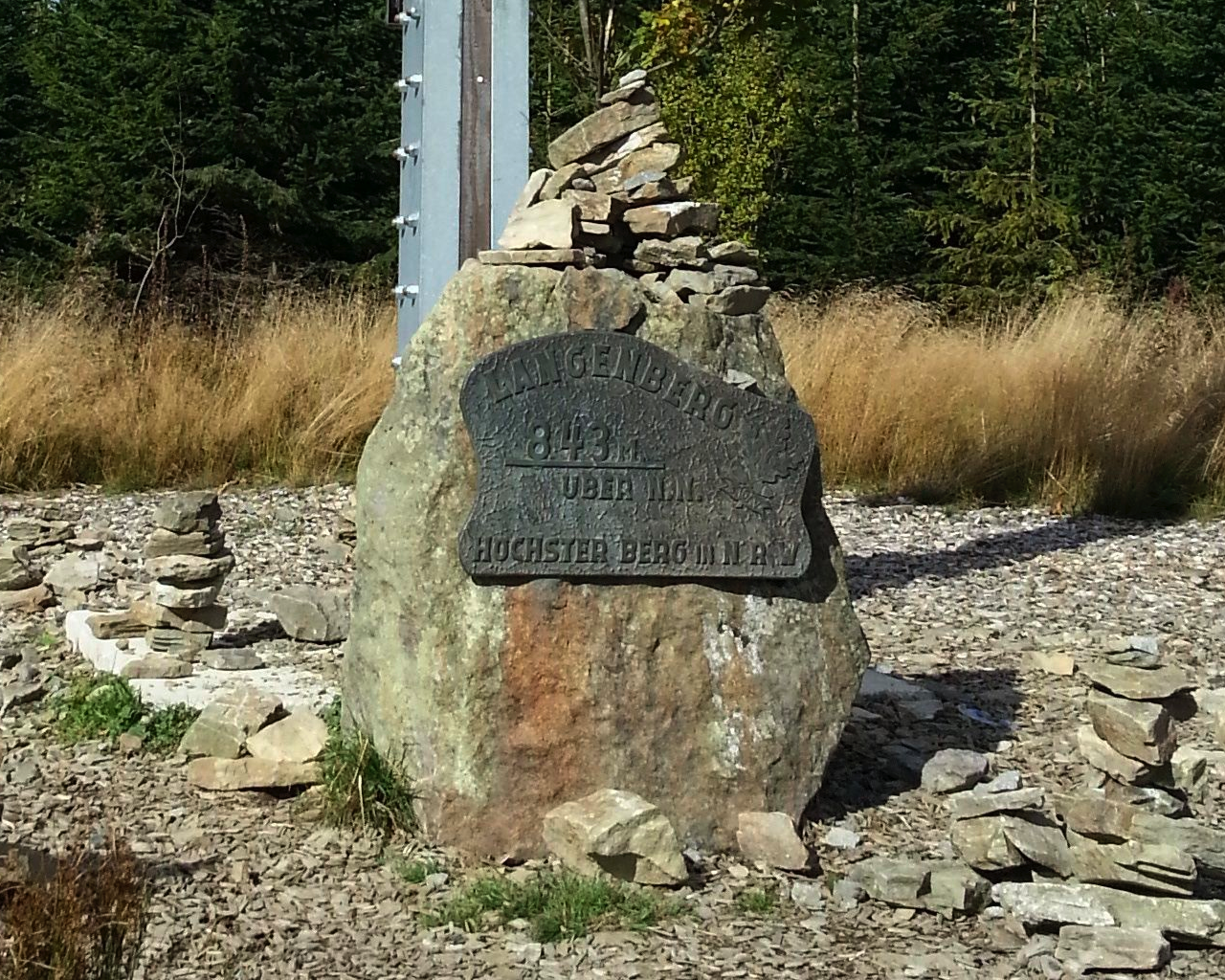
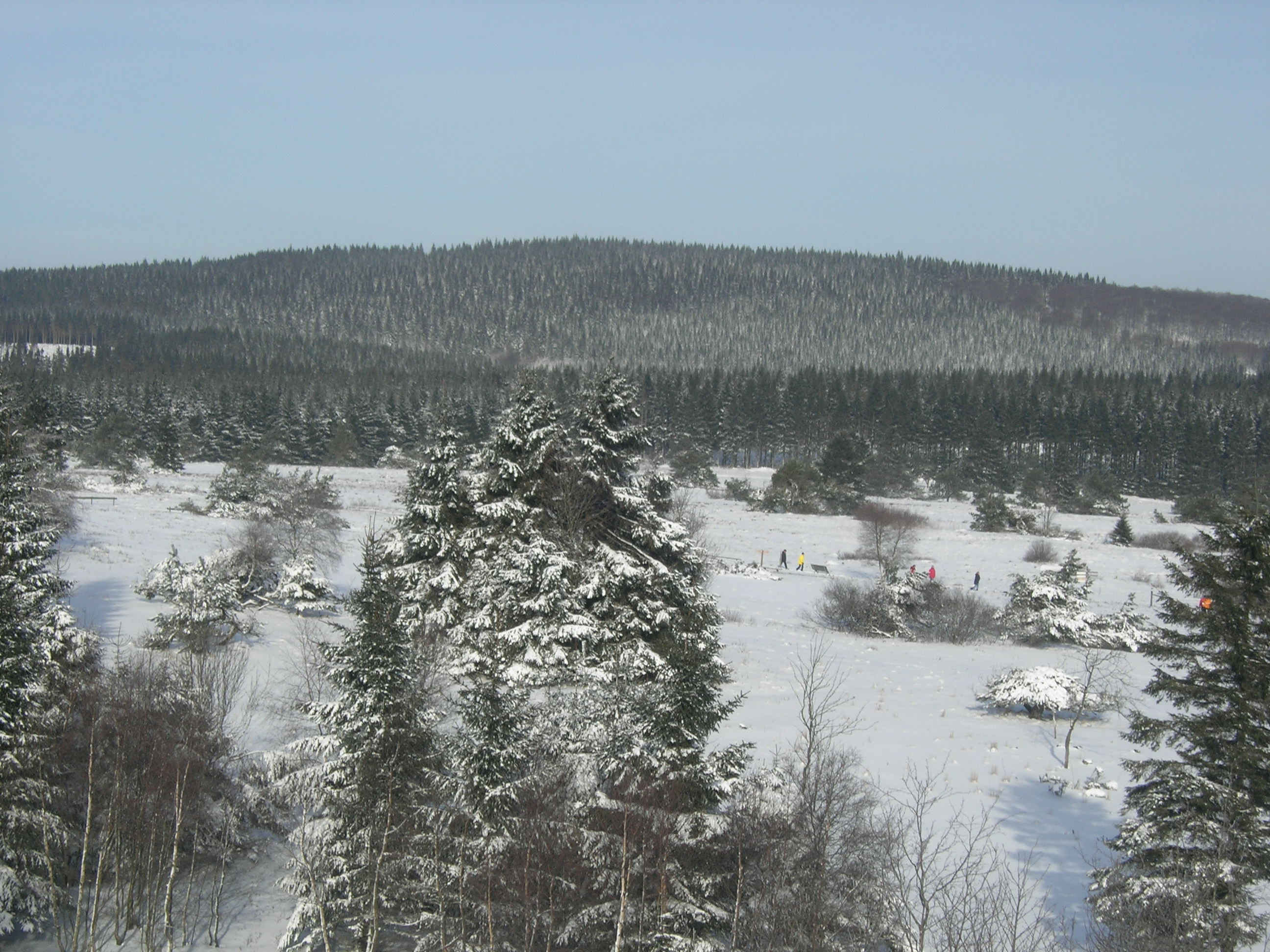